# 2C-G-4
2C-G-4 – organiczny związek chemiczny, psychodeliczna substancja psychoaktywna z rodziny 2C, pochodna fenyloetyloaminy.

## Synteza
Otrzymywanie 2C-G-4 jest wyjątkowo skomplikowane ze względu na zanieczyszczenia tworzące się podczas etylowania aromatycznej grupy hydroksylowej, które są bardzo trudne do oddzielenia. Alexander Shulgin w swojej książce PiHKAL wspomina o trudnościach w syntezie tego związku i o ostatecznym niepowodzeniu w odizolowaniu produktu głównego od niepożądanych produktów ubocznych. Twierdzi on, że związek ten na pewno wykazuje działanie psychoaktywne.